# Мохаммад Аш-Шальгуб
Мохаммад Аш-Шальгуб (араб. Mohammad Al-Shalhoub, нар. 8 грудня 1980, Мекка) — саудівський футболіст, півзахисник клубу «Аль-Гіляль».
Виступав ec. карёэру за клуб «Аль-Гіляль», а також національну збірну Саудівської Аравії. Учасник двох чемпіонатів світу: 2002 і 2006 року.

## Клубна кар'єра
Народився 8 грудня 1980 року в місті Мекка. Вихованець футбольної школи клубу «Аль-Гіляль». Дорослу футбольну кар'єру розпочав 1998 року в основній команді того ж клубу, кольори якої захищає й донині. 30 листопада 2006 року посів почесне 3-е місце в суперечці за звання кращого футболіста року в Азії.

## Виступи за збірну
Не маючи в своєму активі жодного матчу за збірну, Аш-Шальгуб був включений у заявку на кубок Азії 2000 року у Лівані, де 7 жовтня 2000 року дебютував в офіційних матчах у складі національної збірної Саудівської Аравії в матчі проти Катару. В наступному матчі проти Узбекистану Мохаммад зробив хет-трик і допоміг команді вийти з групи, після чого разом з командою здобув «срібло» на турнірі, зігравши у всіх трьох матчах плей-оф.
Через два роки аш-Шальгуб поїхав на чемпіонат світу 2002 року в Японії і Південній Кореї, зігравши тільки в одному з матчів групового етапу проти збірної Ірландії (0:3).
У 2004 році Мохаммад поїхав кубок Азії 2004 року у Китаї, але Саудівська Аравія несподівано вилетіла на груповому етапі. У 2006 році Аш-Шалхуб поїхав на другий поспіль чемпіонат світу 2006 року у Німеччині, але не зіграв на турнірі жодного матчу.
Останнім великим турніром для Аш-Шальгуба став кубко Азії 2011 року у Катарі, де Мохаммад зіграв у матчах проти Йорданії (0:1) та Японії (0:5), а збірна не вийшла з групи.

## Досягнення

### Клубна
- Чемпіон Саудівської Аравії (8): 2001/02, 2004/05, 2007/08, 2009/10, 2010/11, 2016/17, 2017/18, 2019/20
- Володар Кубка наслідного принца Саудівської Аравії (11): 2000, 2003, 2005, 2006, 2008, 2009, 2010, 2011, 2012, 2013, 2016
- Володар Кубка Саудівської федерації футболу (3): 1999/00, 2004/05, 2005/06
- Володар Королівського кубка Саудівської Аравії (3): 2014-15, 2016-17, 2019-20
- Володар Кубку принца Фейсала (2): 2004/05, 2005/06
- Володар Суперкубка Саудівської Аравії (2): 2015, 2018
- Переможець Ліги чемпіонів АФК (2): 2000, 2019
- Володар Кубка володарів кубків Азії (1): 2002
- Володар Суперкубка Азії (1): 2000
- Володар Арабського суперкубка (1): 2001
- Володар Саудівсько-Єгипетського суперкубка (1): 2001

### Збірна
- Фіналіст Кубка Азії (1): 2000
- Володар Кубку націй Перської затоки (1): 2003

### Особисті
- 3-й призер нагороди Футболіст року в Азії (1): 2006
- Найкращий бомбардир чемпіонату Саудівської Аравії (1): 2009/10 (12 голів)